# Гонсалес (Каліфорнія)
Гонсалес (англ. Gonzales) — місто (англ. city) в США, в окрузі Монтерей штату Каліфорнія. Населення — 8647 осіб (2020).

## Географія
Гонсалес розташований за координатами 36°30′22″ пн. ш. 121°26′35″ зх. д. / 36.50611° пн. ш. 121.44306° зх. д. (36.505979, -121.442918).  За даними Бюро перепису населення США в 2010 році місто мало площу 5,07 км², з яких 4,98 км² — суходіл та 0,10 км² — водойми.

### Клімат
| Клімат : Гонсалес       | Клімат : Гонсалес | Клімат : Гонсалес | Клімат : Гонсалес | Клімат : Гонсалес | Клімат : Гонсалес | Клімат : Гонсалес | Клімат : Гонсалес | Клімат : Гонсалес | Клімат : Гонсалес | Клімат : Гонсалес | Клімат : Гонсалес | Клімат : Гонсалес | Клімат : Гонсалес |
| Показник                | Січ.              | Лют.              | Бер.              | Квіт.             | Трав.             | Черв.             | Лип.              | Серп.             | Вер.              | Жовт.             | Лист.             | Груд.             | Рік               |
| Абсолютний максимум, °C | 30                | 30                | 33,9              | 37,8              | 41,1              | 44,4              | 46,7              | 46,1              | 45,6              | 46,7              | 34,4              | 32,2              | 46,7              |
| Середній максимум, °C   | 16                | 17,2              | 18,9              | 22,1              | 26,5              | 31                | 35,3              | 34,9              | 32,6              | 27,2              | 20,8              | 16,6              | 25,0              |
| Середня температура, °C | 8,2               | 9,5               | 10,8              | 12,9              | 16,2              | 19,6              | 22,7              | 22,4              | 20,8              | 16,6              | 11,8              | 8,7               | 15,0              |
| Середній мінімум, °C    | 0,4               | 1,8               | 2,6               | 3,8               | 6                 | 8,1               | 10,2              | 9,9               | 9,1               | 6                 | 2,8               | 0,8               | 5,1               |
| Абсолютний мінімум, °C  | −12,2             | −8,3              | −7,8              | −6,1              | −3,3              | −2,2              | 1,7               | −0,6              | 0,0               | −3,9              | −9,4              | −12,2             | −12,2             |
| Норма опадів, мм        | 83                | 79                | 73                | 32                | 11                | 2                 | 1                 | 1                 | 5                 | 19                | 42                | 72                | 420               |
| Днів з опадами          | 9                 | 9                 | 9                 | 5                 | 2                 | 1                 | 0                 | 0                 | 1                 | 3                 | 6                 | 9                 | 54                |
| ----------------------- | ----------------- | ----------------- | ----------------- | ----------------- | ----------------- | ----------------- | ----------------- | ----------------- | ----------------- | ----------------- | ----------------- | ----------------- | ----------------- |
| Джерело:                |                   |                   |                   |                   |                   |                   |                   |                   |                   |                   |                   |                   |                   |

## Демографія
Згідно з переписом 2010 року, у місті мешкало 8187 осіб у 1906 домогосподарствах у складі 1704 родин. Густота населення становила 1613 особи/км².  Було 1989 помешкань (392/км²).
Расовий склад населення:
| - 42,3 % — білих - 2,3 % — азіатів - 1,5 % — корінних американців - 1,0 % — чорних або афроамериканців - 0,2 % — вихідців з тихоокеанських островів - 48,3 % — осіб інших рас |

До двох чи більше рас належало 4,3 %. Частка іспаномовних становила 88,9 % від усіх жителів.
За віковим діапазоном населення розподілялося таким чином: 34,9 % — особи молодші 18 років, 59,1 % — особи у віці 18—64 років, 6,0 % — особи у віці 65 років та старші. Медіана віку мешканця становила 27,0 року. На 100 осіб жіночої статі у місті припадало 104,7 чоловіків;  на 100 жінок у віці від 18 років та старших — 104,4 чоловіків також старших 18 років.
Середній дохід на одне домашнє господарство  становив 58 026 доларів США (медіана — 48 865), а середній дохід на одну сім'ю — 55 947 доларів (медіана — 43 691). Медіана доходів становила 41 448 доларів для чоловіків та 28 320 доларів для жінок. За межею бідності перебувало 23,0 % осіб, у тому числі 28,6 % дітей у віці до 18 років та 27,0 % осіб у віці 65 років та старших.
Цивільне працевлаштоване населення становило 3102 особи. Основні галузі зайнятості: сільське господарство, лісництво, риболовля — 29,3 %, освіта, охорона здоров'я та соціальна допомога — 19,1 %, роздрібна торгівля — 9,1 %, виробництво — 7,8 %.